# 克澤爾 (紐約州)
克澤爾（英語：Kaser）是位於美國紐約州羅克蘭縣的村。

## 人口
根據2020年美國人口普查的數據，克澤爾的面積為0.44平方千米，皆為陸地。當地共有人口5491人，而人口密度為每平方千米12,480人。